# Truganini
Truganini eller Trugernanner, även känd som Lallah Rookh, född cirka 1812, död 8 maj 1876, var en tasmansk aborigin som är känd för sin del i Svarta kriget, och för att vara en av de sista ur den tasmanska ursprungsbefolkningen.
Efter sin död togs Truganinis kropp om hand av Royal Society of Tasmania. Hennes skelett ställdes ut på museum. Först 1976 kremerades hennes kvarlevor, och 2002 upptäcktes och återlämnades smycken, hud och hår från Royal College of Surgeons of England. Truganini benämns ofta den sista tasmanska aboriginen, men det epitetet är starkt ifrågasatt; Fanny Cochrane Smith, vars båda föräldrar var aboriginer, dog 1905.